# Insecurity Notoriety
Insecurity Notoriety è l'album di debutto del supergruppo hardcore punk Arson Anthem, pubblicato nel 2010 dalla Housecore Records.

## Tracce
1. Naught – 0:31
2. Foul Pride – 1:56
3. Isolation Milita – 1:19
4. More Than One War – 2:46
5. Insecurity Notoriety – 1:54
6. Pretty Like That – 0:47
7. Initial Prick – 1:29
8. Crippled Life – 1:52
9. Polite Society Blacklist – 1:47
10. If You Heard This You Would Hit Me – 2:12
11. Hands Off Approach – 1:26
12. Has Been/Had Been – 1:29
13. Primate Envy – 1:27
14. Death Of An Idiot – 2:00
15. Codependent And Busted – 2:46
16. Kleptomania – 1:31
17. Teach The Gun To Love The Bullet – 3:52

## Formazione
- Mike Williams - voce
- Phil Anselmo - chitarra
- Collin Yeo - basso
- Hank Williams III - batteria